# Giampiero Pinzi
Giampiero Pinzi, född 11 mars, 1981 i Rom, är en italiensk fotbollsspelare som spelar för Chievo.
Pinzi föddes i Rom och började sin fotbollskarriär i Lazios ungdomssektion, men har sedan karriärens begynnelse (2000-) fram till 2015 spelat för Udinese.
Han har erfarenheter från det italienska U21-laget och 2005 gjorde han internationell debut för Italiens seniorlag.